# Bloody Monday
Bloody Monday (ブラッディ・マンデイ, Buraddi Mandei, litt. « Lundi sanglant »), est un shōnen manga écrit par Tadashi Agi sous le pseudonyme de Ryō Ryūmon et illustré par Megumi Kouji. Il a été prépublié dans le magazine Weekly Shōnen Magazine d'avril 2007 à mai 2009 et a été compilé en onze volumes. Une deuxième saison a ensuite été prépubliée entre octobre 2009 et juin 2011 et a été compilé en un total de huit volumes. Une troisième et dernière saison a été prépubliée entre juin 2011 et mars 2012 et a été compilé en un total de quatre volumes,. La version française des trois saisons est éditée par Pika Édition depuis septembre 2010,,.
Une adaptation en drama, composé de onze épisodes pour la première saison, est diffusé d'octobre à décembre 2008 sur la chaîne Japonaise TBS. La seconde saison, comptant neuf épisodes, a été diffusée de janvier à mars 2010 sur la même chaîne.

## Synopsis
Un espion russe est retrouvé assassiné au Japon, le seul indice sur les raisons de sa mort se trouve sur une puce informatique qu'il a réussi à cacher de son meurtrier. Fujimaru Takagi, jeune hacker de génie, connu sous le pseudonyme de Falcon, collabore avec la Third-I, l'agence gouvernementale d'investigation de la sécurité publique, pour décoder les informations présentes sur la puce.
Dans le même temps, son père, Ryûnosuke Takagi, sous-directeur de l'agence, est recherché pour le meurtre de l'agent russe, il est donc condamné à se cacher le temps que son fils découvre l'identité du vrai tueur. Fujimaru déchiffre, avec ses amis, une vidéo intitulée Carnage de Noël où l'on peut voir tout un village se vider de son sang. Le petit génie du hacking et ses amis en déduisent que seul un virus serait capable de faire une telle chose.
Les choses se compliquent encore lorsque la terroriste Maya Orihara, responsable de tout ceci et ayant eu vent que Fujimaru pouvait remettre en cause ses projets, va tenter de se rapprocher du hacker et de ses amis en s'infiltrant dans leur lycée en tant que professeur.

## Personnages

### Les lycéens et amis de Fujimaru
Fujimaru Takagi (高木藤丸, Takagi Fujimaru)
Élève en deuxième année de lycée et membre du club journal à l'académie Mishiro ; il est chargé par la Third-I, où travaille son père, de décrypter un fichier qui l'entraîne dans un terrible affaire. En effet Fujimaru est un génie du hacking et entre dans les ordinateurs de personnes mal-intentionnées ou corrompues pour relever leurs crimes aux yeux de tous. Personne ne connait sa double identité (dans le monde du piratage informatique il se nomme Falcon) à part le bureau de son père et ses amis. Ses grandes compétences en informatique lui viennent de sa mère décédée peu de temps après avoir enseigné à son fils toutes ses connaissances en la matière.
Otoya Kujo (九条音弥, Kujo Otoya)
Élève en troisième année de lycée et président du club journal de l'académie Mishiro; il est l'ami d'enfance de Fujimaru ainsi qu'un archer d'exception, deux fois de suite vainqueur du tournoi national de kyûdô, art martial japonais issu du tir à l’arc guerrier. Il était le seul au début de la première saison à connaître les talents de son meilleur ami en tant que hacker. Il aura un rôle assez important dans la première saison.
Aoi Asada (朝田あおい, Asada Aoi)
Élève en deuxième année de lycée et vice-présidente du club journal de l'académie; elle est, elle aussi, l'amie d'enfance de Fujimaru et a le béguin pour lui. Elle est aussi l'apprentie de Ryûsuke Takagi en karaté, ce qui l’a mené à devenir la plus jeune championne de jissen karaté.
Haruka Takagi (高木遥, Takagi Haruka)
Élève en troisième année de collège, elle est aussi la sœur cadette de Fujimaru. Elle souffre d'une insuffisance rénale et doit donc subir régulièrement des dialyses. Elle ignore au début la double identité de son frère et est souvent laissée dans l'ignorance sur les actions de Fujimaru et son père de peur que son stress émotionnel ai un impact sur sa santé déjà fragile.
Mako Anzai (安斎真子, Anzai Mako)
Surnommée Anko par Fujimaru. Élève en première année de lycée elle est elle aussi membre du club journal. Elle voue un culte sans bornes à Falcon et pense qu'il est un grand allié de la justice. C'est un grand personnage de la première saison.
Hide Tachikawa (立川英, Tachikawa Hide)
Élève en deuxième année de lycée et est le dernier membre du club journal. Il fera tout pour aider Fujimaru, bien qu'il soit réticent à s'impliquer dans l'affaire Bloody Monday. Il vit avec son père, sa belle-mère et son beau-frère, ce qui aura une certaine importance dans la suite des évènements.

### Les terroristes
K
Le mystérieux commanditaire de l'organisation terroriste.
Maya Orihara (折原マヤ, Orihara Maya)
Sous les ordres de K, c'est elle qui est à l'origine du meurtre de l'agent Russe au début de la série, ainsi que du "Massacre de Noël". Elle est chargée d'infiltrer le lycée de Fujimaru, en tant que professeur de biologie, afin d'observer celui-ci. Elle est prête à tout pour que son plan fonctionne et se fiche de qui va mourir du moment que son but soit atteint.
Jack Damon (ジャック＝デイモン)
Travaillant pour l'organisation terroriste, c'est un tueur professionnel qui s'est fait renvoyer du SWAT car il tuait inutilement. Il souffre de pulsions meurtrières qu'il canalise grâce à des pilules ou en se scarifiant.
Shirota (城田)
Membre de l'organisation, il se fait passer pour le mari du Dr Tominaga pour pouvoir espionner Fujimaru et ses amis.
Masahiro Iba (伊庭雅博, Iba Masahiro)
Membre de l'organisation ayant infiltré la police.
J
Membre de l’organisation terroriste. Il se fait surnommer "le descendant de Dieu."

### Le Third-I
Ryûnosuke Takagi (高木竜之介, Takagi Ryunosuke)
Père de Fujimaru, il est le vice-président du 3e bureau du Third-I. Lors d'une rencontre dans la rue avec son supérieur, celui-ci se fait tuer; Ryûnosuke est alors obligé de fuir car soupçonné du meurtre du directeur de son propre bureau. Il réalise que l'implication de son propre fils et de lui-même dans l'affaire n'est pas le fruit du hasard, mais liée à une affaire vieille de deux ans.
Sayuri Hôjô (宝生小百合, Hôjô Sayuri)
Agent du Third-I, elle est chargée de la protection de Fujimaru et Haruka par leur père. Elle se trouve être en réalité un agent infiltré pour le compte des terroristes.
M.Sonoma
Directeur de l'ensemble de la Third-I après la mort de Kôichi Okita.
Kôchi Okita (沖田耕一, Okita Kōichi)
Ancien directeur du département d'investigation; cible d'un tueur d'élite, il est mort après avoir remis un document secrète à Ryûnosuke Takagi.
Ikuma Kanô (加納生馬, Kanō Ikuma)
Agent du THIRD-i, armurier de l’équipe du vice-président.
Gorô Kirishima (霧島悟郎, Kirishima Gorō)
Agent du THIRD-i.

### Les autres
Sôsuke Shikimura
Ancien camarade d'étude des parents de Fujimaru et Haruka, Ryûnosuke lui demande une analyse du document que lui a remis Kôchi : Okita représentant une séquence biologique.
Kankuse Funaki
Inspecteur de la police nationale, croit en l'innocence de M.Takagi et met en garde le petit hackeur d'une éventuelle infiltration de terroristes au sein de la Third-I.
Maria Tachikawa (立川マリア, Tachikawa Maria)
Belle-mère de Hide, elle vit avec ce dernier, son père et son propre fils, Raùl. Sa famille est quelque chose d'importante pour elle et fait tout pour être une bonne mère pour Hide. Par la suite, on découvre qu'elle n'est pas vraiment ce qu'elle prétend être.
Kyôko Tominaga
Médecin d'Haruka, elle s'occupe de ses dialyses.
Hitomi Munakata
Elle aussi ancienne camarade de fac des parents de Fujimaru, elle est chercheuse en biologie.